# Клиберн, Ван
Харви Лейвен (Ван) Кли́берн-младший (правильнее Клайбёрн) (англ. Harvey Lavan "Van" Cliburn, Jr.; 12 июля 1934, Шривпорт — 27 февраля 2013, Форт-Уэрт) — американский пианист, первый победитель Международного конкурса имени Чайковского (1958).
Ван Клиберн совершал турне как по родной стране, так и за границей. Выступал перед королевскими особами и главами государств, перед всеми президентами США от Дуайта Эйзенхауэра до Барака Обамы. Он стал первым исполнителем классической музыки — обладателем платинового альбома: продано более миллиона экземпляров его исполнения Первого концерта для фортепиано Чайковского.

## Биография

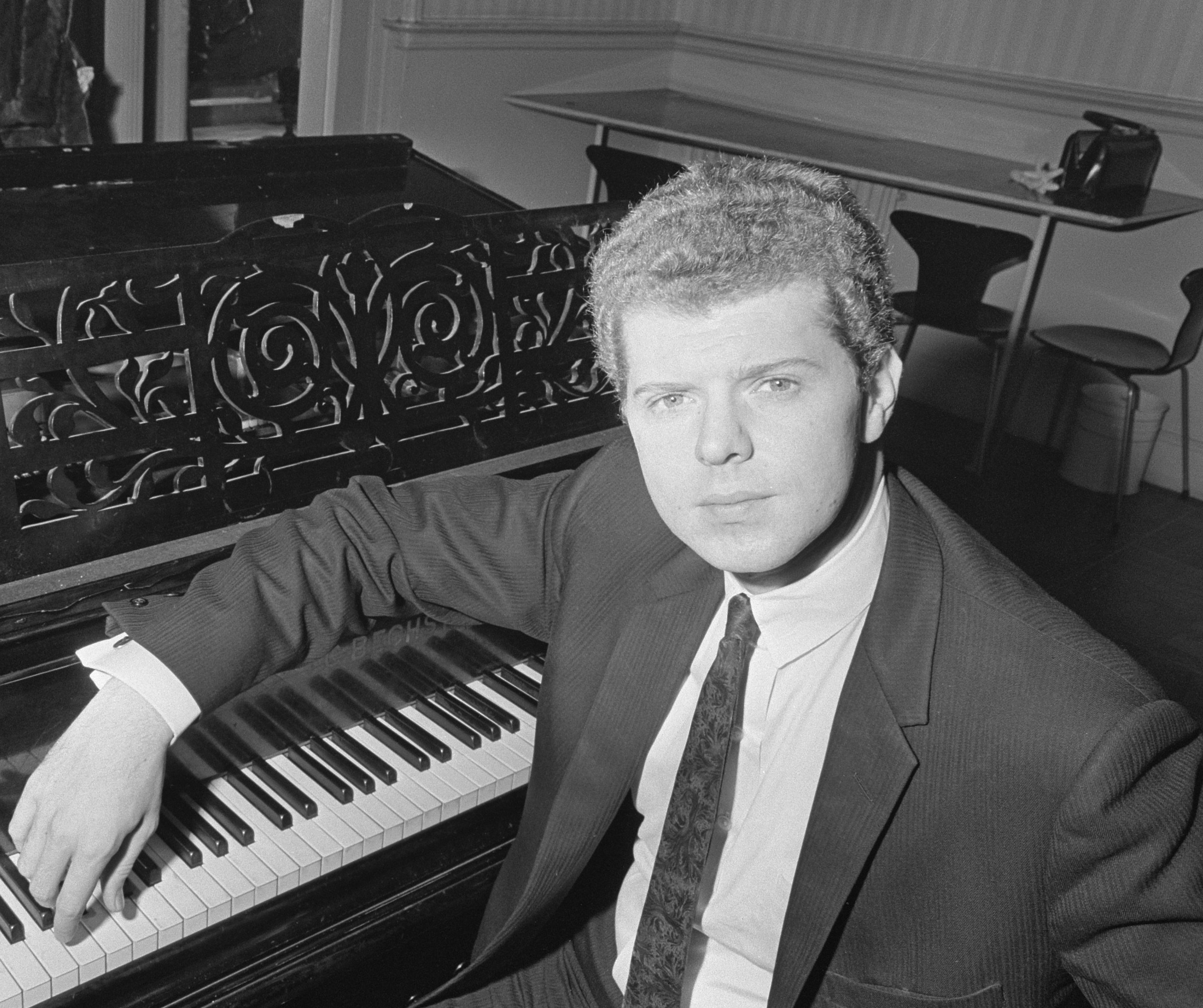
В 1966 году

Первые уроки фортепианной игры получил в возрасте трёх лет у своей матери, ученицы Артура Фридхайма (1859—1932). Когда Клиберну было шесть лет, семья переехала в Техас, где он в тринадцать лет выиграл конкурс, а вскоре дебютировал в Карнеги-холле. В 1951 году поступил в Джульярдскую школу, в класс Розины Левиной, и в ближайшие годы получил ряд наград на престижных американских и международных конкурсах — в частности, первое место на престижном Конкурсе имени Левентритта (1954).
Мировую известность имя Клиберна получило после сенсационной победы на первом Международном конкурсе имени Чайковского в Москве в 1958 году. Молодой пианист завоевал симпатии как членов жюри, так и московской публики, которую покорил сочетанием виртуозной свободы и сдержанной мощи исполнения, а также глубоким проникновением в суть духа русской музыки. Это было тем более удивительно, что действие происходило в разгар Холодной войны. По возвращении на родину Клиберну был устроен пышный восторженный приём.
Фактически стал одним из символов «эпохи оттепели» (появляется во многих документальных фильмах того времени, упоминается в советских фильмах «Операция „Ы“ и другие приключения Шурика» и «Капитан Соври-голова», «Пять вечеров», «Москва слезам не верит»), а также в американской комедии Займёмся любовью (фильм, 1960). Музыкант ещё неоднократно приезжал с концертами в СССР.
С 1962 года в Форт-Уэрте (Техас) проводится Конкурс пианистов имени Вана Клиберна.
Клиберн концертировал и записывался до середины 1970-х годов, но уже не пользовался таким успехом, как раньше. Это было обусловлено ограниченностью его репертуара, отсутствием творческого роста и рядом других факторов. В 1978 году, после смерти отца, музыкант практически полностью прекратил концертную деятельность и не появлялся в свете. Известны его выступления в 1987 году в Белом доме и в Карнеги-холле четыре года спустя, по случаю столетия со дня открытия этого зала.
В 1989 году Ван Клиберн дал первые деньги на организацию Иветтой Вороновой программы «Новые имена», поддерживающей юных талантливых музыкантов.

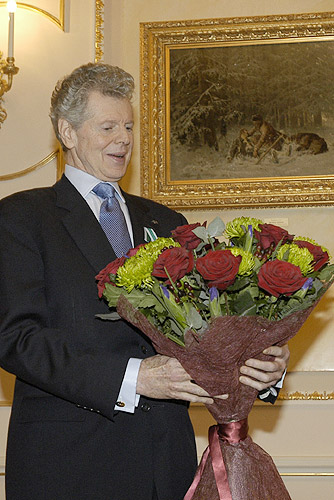
Награждение Орденом Дружбы, 2004 год

В свой 70-летний юбилей в сентябре 2004 года музыкант посетил с гастролями Москву.
В сентябре 2009 года в Москве в рамках I Международного фестиваля мастер-классов «Слава маэстро!», посвящённого музыканту и педагогу Мстиславу Ростроповичу, маэстро дал серию мастер-классов.
В июне 2011 года был председателем жюри конкурса пианистов на Международном конкурсе имени Чайковского в Москве.
Ван Клиберн скончался 27 февраля 2013 года от саркомы кости в возрасте 78 лет.

## Личная жизнь
В 1998 году в иске владельца похоронного бюро Томаса Зарембы Клиберн был назван его семейным партнёром на протяжении семнадцати лет. В иске Заремба заявлял права на часть дохода Клиберна и его активов. Претензии были отклонены судом первой инстанции и это решение было затем подтверждено апелляционным судом, посчитавшим недопустимыми в штате Техас выплату алиментов, если отношения не основаны на письменном партнёрском соглашении.
Клиберн был известен как «сова». Он часто практиковался в игре до 4:30 или 5 утра, затем просыпаясь около 13:30. «Вы чувствуете, как вы одиноки и мир спит, и это очень вдохновляет».
Клиберн был баптистом и посещал церковь каждую неделю.

## Фильм
- ЦСДФ (РЦСДФ) (1962). «Играет Ван Клиберн». Документальный фильм.  17 мин. Архивировано 29 ноября 2010. {{cite episode}}: |series= пропущен или пуст (справка)

## Награды
- Президентская медаль Свободы (2003).
- Национальная медаль США в области искусств (2010).
- Орден Дружбы (12 июля 2004 года, Россия) — за большой вклад в укрепление дружбы и российско-американского сотрудничества в области культуры[16].
- Премия центра Кеннеди (2001).